# Stichting Oogfonds Nederland
Stichting Oogfonds Nederland, kortweg het Oogfonds, is een stichting die geld inzamelt voor wetenschappelijk onderzoek naar oogaandoeningen en voorlichting over blindheid en slechtziendheid. 

## Geschiedenis
De stichting is op initiatief van de toenmalige verenigingen van blinden in 1947 opgericht onder de naam het Nederlandse Blindenwezen (NBW). Op dat moment sloten zich 26 organisaties en instellingen die werkzaam waren voor blinden zich aan. In 1961 werd de verenigingsvorm gekozen en veranderde de naam in Vereniging het Nederlandse Blinden en slechtziendenwezen (VNBW). De vereniging telde toen bijna 50 leden. Lid waren behalve de 'blindenbonden', de blindenbibliotheken, blindenwerkinrichtingen, instellingen van onderwijs en zorg, blindentehuizen en enkele fondsen. De VNBW trad op als overlegorgaan, behartiger van gezamenlijke belangen en spreekbuis voor de sector, bood aan de lid instellingen diverse faciliteiten aan en verwierf financiële middelen waarmee de eigen activiteiten en die van leden mogelijk werden gemaakt. De behoefte aan de koepel werd in de loop van de jaren negentig steeds minder. De meeste instellingen hadden hun eigen relaties met de bekostigende overheid en binnen de eigen branche.

## Fondsfunctie
In het jaar 2000 werd besloten dat de fondsfunctie van de VNBW werd overgenomen door het Fonds VNBW dat formeel de rechtsopvolger werd van de oude VNBW. Vrij snel daarna werd de naam Oogfonds. De verenigingen van blinden en slechtzienden gingen samenwerken in de Federatie Blinden- en Slechtziendenbelang dat de voorloper werd van de in 2013 opgerichte Oogvereniging.
Het fonds is door de organisaties die zich inzetten voor blinden en slechtzienden in 2000 aangewezen als nationaal fondsenwerver. Het Oogfonds is afhankelijk van giften van met name particulieren en nalatenschappen. De stichting heeft het CBF-Keur voor goede doelen en de fiscale status van algemeen nut beogende instelling.

## Samenwerking
Het fonds werkt samen met andere organisaties die actief zijn voor visueel beperkten, zoals de Oogvereniging en de Maculavereniging. In 2019 zijn het MaculaFonds en het GlaucoomFonds samengegaan met het Oogfonds.